# 全国助産師教育協議会
公益社団法人全国助産師教育協議会（ぜんこくじょさんしきょういくきょうぎかい）は、助産師養成所によって結成されている団体。

## 沿革
- 1965年 - 全国助産婦学校校長会発足
- 2002年 - 現名称に改める
- 2010年 - 公益法人制度改革に伴い、公益社団法人に移行

## 活動内容
助産師教育水準の向上などを目的として活動している

## 加盟校
- 助産師養成所を参照。